# جیمز دیویس (بازیکن راگبی)
جیمز دیویس (انگلیسی: James Davies؛ زادهٔ ۲۵ اکتبر ۱۹۹۰) ورزشکار راگبی ۷ نفره اهل بریتانیا است.
وی در مسابقات کشوری و بین‌المللی در مجموع برندهٔ ۱ مدال نقره شده‌است.